# معاطات
معاطات نوعی خاص از معامله است که چندین دیدگاه فقهی در خصوص آن وجود دارد.

## معرفی
از یک دیدگاه معاطات معامله بدون عقد است. بعضی از فقها بیع معاطاتی را به «داد و ستد بدون عقد» تعبیر کرده‌اند. مطابق لغت نامه دهخدا بیع معاطات یعنی هر یک از طرفین معامله، مالی که اراده کرده‌است را عوض آنچه از طرف دیگر دریافت می‌نماید به وی اعطا نماید، بدون این که عقد انجام شود.
از دیدگاه دیگر معاطات معامله بدون عقد مخصوص است و بعضی از فقها می‌گویند معاطات یعنی هر یک از طرفین معامله، با توافق بر معامله، مالی که اراده کرده‌است را عوض آنچه ستانده به طرف مقابل اعطا نماید، بدون این که عقد مخصوصی جاری شده باشد؛ که عقد مخصوص می‌تواند همان ایجاب و قبول به الفاظ خاص باشد. مطابق این تعریف، حتی ایجاب و قبول لفظی نیز کفایت نمی‌کند و باید به الفاظ خاص تکلم شود. بدین ترتیب اگر ایجاب و قبول به الفاظ فارسی بیان شود، معامله صورت گرفته معاطات خواهد بود.
از دیدگاه دیگر معاطات معامله بدون ایجاب و قبول لفظی است. در بعضی منابع دیگر فقهی آمده‌است که معاطات همان بیع بدون صیغه عقد است. بعضی با این رویکرد می‌گویند «هرگاه صیغه نگویند، معاطات است.»
بعضی دیگر از فقها، نخست عقد را به «لفظ دال بر نقل عین» معنی کرده و معتقدند معاطات یعنی ستاندن بدون لفظ کفایت نمی‌کند. از این منظر ایجاب و قبول با هر لفظی که مقصود معامله را صراحتاً برساند، عقد خواهد بود اعم از این که الفاظ بکار گرفته شده، الفاظ مخصوص باشد یا نباشد، عربی باشد یا نباشد.
برخی فقها با تعبیر دیگر می‌گویند که عقد بیعی که در آن ایجاب و قبول نباشد، معاطات است. این تعریف با تعریف پیشین متفاوت است؛ زیرا ایجاب و قبول ممکن است لفظی یا غیر لفظی باشد.
در برخی منابع فقهی اهل سنت نیز معاطات به عنوان معامله بدون لفظ و اشاره معنا شده‌است یعنی مشتری بدون تکلم و اشاره مبیع (مال مورد معامله) را بگیرد و مبلغ را به فروشنده بدهد.